# Rzekotka ptasia
Rzekotka ptasia (Dryophytes avivoca) – gatunek płaza bezogonowego z rodziny rzekotkowatych (Hylidae), zamieszkującego amerykańskie bagna.

## Występowanie
Rzekotkę ptasią spotyka się na południowym wschodzie USA (Arkansas, Georgia, Kentucky, Missisipi, Karolina Południowa, Alabama, Floryda, Illinois, Luizjana, Oklahoma, Tennessee).
Siedlisko tego płaza to porośnięte drzewami i utrzymujące się cały rok bagna różnego rodzaju, położone w bliskości wód płynących. Rzekotka ta, jak jej krewniaczki, prowadzi nadrzewny tryb życia.

## Rozmnażanie
By przystąpić do rozmnażania, samce usadawiają się na drzewach i krzewach blisko w wodzie lub blisko niej, skąd nawołują. Rozwój larw (kijanek) przebiega w bagnistych zbiornikach wodnych.

## Status
Zwierzę to, o niemałym zasięgu występowania, jest liczne w odpowiednim dla siebie środowisku. Liczebność jego populacji nie ulega znaczącym zmianom.